# Erik van Lieshout

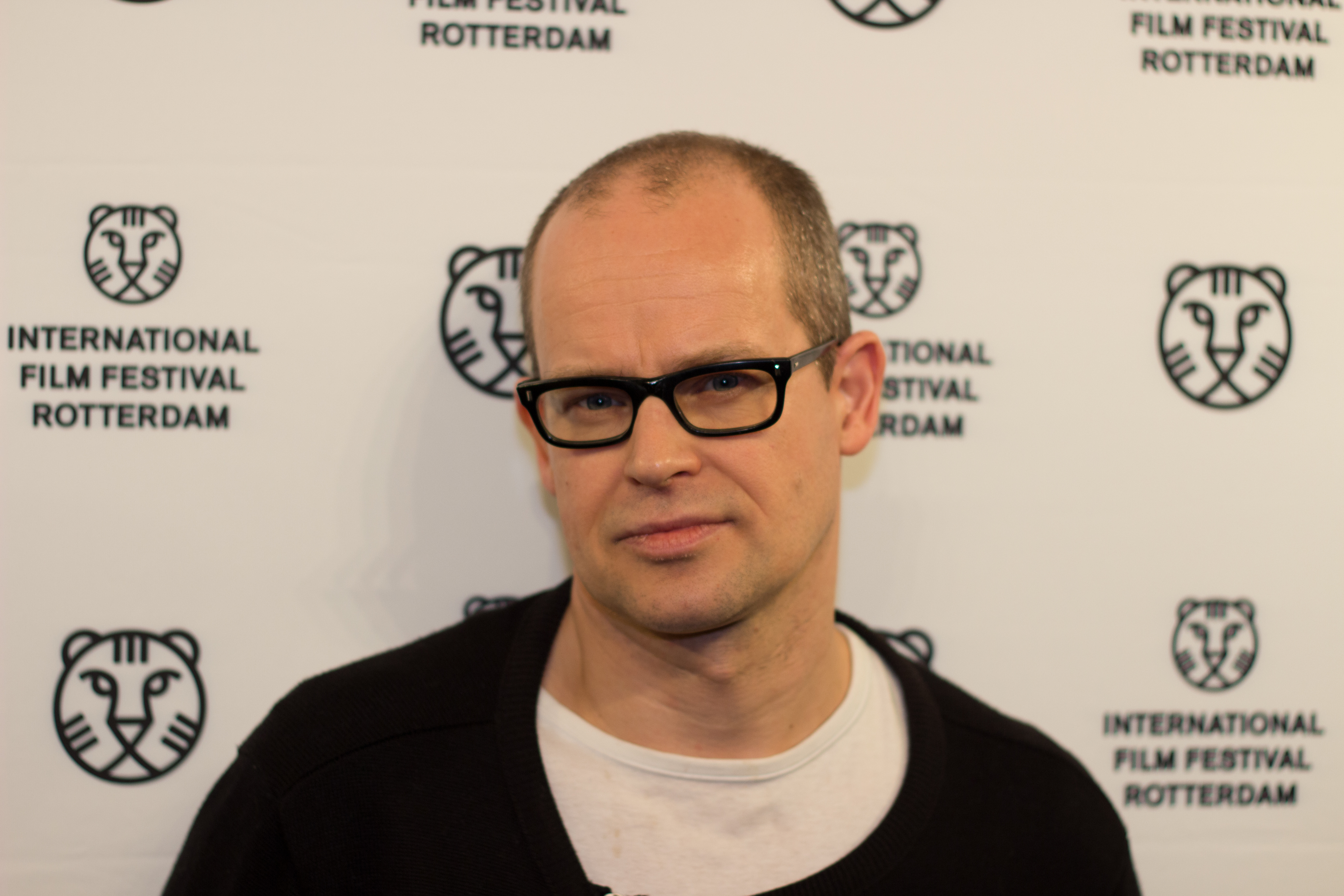
Erik van Lieshout, 2015

Erik Gerardus Franciscus van Lieshout (* 15. Januar 1968 in Deurne) ist ein niederländischer Maler, Zeichner und Videokünstler.

## Leben und Werk
Erik van Lieshout wurde 1968 in Noord-Brabant geboren. Er studierte an der Akademie voor Kunst en Vormgeving St. Joost in ’s-Hertogenbosch. Von 1990 bis 1992 studierte van Lieshout in den Ateliers ‘63 in Haarlem. 1995 lebte und arbeitete er in New York, 1997 bis 1998 in Berlin, 2008 bis 2010 in Köln. Er lebt und arbeitet in Rotterdam.
Van Lieshout begann als Maler und konzentrierte sich stets mehr auf dreidimensionale Arbeiten. Sauna (1998) und Zonnebank (1999) sind Beispiele dafür. In seinem Videofilm EMMDM oder Erik En Maarten Making Deutsch Mark von 1999 persifliert er die Hip-Hop-Szene. Weitere Filme von Erik van Lieshout sind Lariam (2001), Up! (2005), Part 1 und Part 2 (2007) (in Zusammenarbeit mit Core van der Hoeven).
Van Lieshout zählt zu den einflussreichsten zeitgenössischen Künstlern der Niederlande. 2018 wurde er mit dem hoch dotierten Preis A.H.-Heineken-Preis für Kunst ausgezeichnet.

## Ausstellungen (Auswahl)

### Einzelausstellungen
- 2020 Art Blasé, Annet Gelink Gallery, Amsterdam
- 2019 The Beer Promoter, Galerie Guido W. Baudach, Berlin
- 2019 Beer, Anton Kern Gallery, New York
- 2019 Fort Kochi, Galerie Krinzinger, Wien
- 2017 G.O.A.T., Annet Gelink Gallery, Amsterdam
- 2017 Sündenbock Kunstverein Hannover, Hannover
- 2017 Three Social Works, South London Gallery, London
- 2016 The Show Must Ego On, Wiels, Brüssel
- 2015 After the Riot II, Galerie Guido W. Baudach, Berlin
- 2014 Private View,  Maureen Paley, London
- 2012 Works from the MMK Collection Museum für Moderne Kunst, Frankfurt am Main
- 2011 How Can I Help You? Hayward Gallery, London
- 2009 Edition Bewegte Bilder Museum Ludwig, Köln
- 2007 Homeland Security Projekt am Museumsplatz, Städtische Galerie im Lenbachhaus, München
- 2006 This can’t go on (Stay with me) Museum Boijmans Van Beuningen, Rotterdam
- 2005 Presentation of 5 films, Prospectif Cinéma Centre Georges Pompidou, Paris

### Gruppenausstellungen
- 2020 Old Technology, Anton Kern Gallery, New York
- 2020 Beer, International Film Festival Rotterdam, Rotterdam
- 2020 Faces and Names, Galerie Guido W. Baudach, Berlin
- 2019 A Passion for Drawing. Die Sammlung Guerlain aus dem Centre Pompidou Paris, Albertina, Wien
- 2018 „Deutschland ist keine Insel“, Sammlung zeitgenössischer Kunst der Bundesrepublik Deutschland Ankäufe von 2012 bis 2016, Bundeskunsthalle, Bonn
- 2017 Unfinished Conversations, New Work from the Collection, MoMA, New York City
- 2016 Kochi-Murziris Biennale 2016, Fort Kochi, India
- 2015 Feiert das Leben, Kunsthistorisches Museum Wien, Wien
- 2014 Manifesta 10, Kurator Kasper König, St. Petersburg
- 2013 Ruhe-Störung MARTa Herford, Herford
- 2011 Garage Projects 54. Biennale di Venezia, Venedig
- 2007 Between 2 deaths Zentrum für Kunst und Medientechnologie, Karlsruhe
- 2006 Internationale Kurzfilmtage Oberhausen, Oberhausen
- 2004 Tracer Witte de With, Rotterdam
- 2003 Accessoiremaximalismus Kunsthalle zu Kiel, Kiel
- 2001 Stroomversnelling, tien jonge Nederlandse kunstenaars Groninger Museum, Groningen
- 2001 Zero Gravity Kunstverein für die Rheinlande und Westfalen, Düsseldorf
- 2000 Het paard van Troje Fries Museum, Leeuwarden
- 1999 Gladijs Stedelijk Museum, Amsterdam

### Vanlieshoutvanlieshout
2009 fand in der Kunsthal KAdE in Amersfoort die Ausstellung vanlieshoutvanlieshout statt, auf der die Künstler Joep van Lieshout (* 1963), Dirk van Lieshout (* 1973), Erik van Lieshout (* 1968), Lotje van Lieshout (* 1980) und Lotte van Lieshout (* 1978) gemeinsam ausstellten. Eine familiäre Verbindung besteht nur zwischen den Brüdern Erik und Dirk van Lieshout.

## Auszeichnungen
- 2024 Korrespondierendes Mitglied der Bayerischen Akademie der Schönen Künste, Abteilung Film- und Medienkunst[7]
- 2018 A.H.-Heineken-Preis für Kunst
- 2006 Dolf Henkes Preis
- 2004 Jordaan van Heek Preis
- 1999 Prix de Rome 2. Preis
- 1996 de Wim Izakspreis